# Rhacaplacarus brevisetus
Rhacaplacarus brevisetus är en kvalsterart som först beskrevs av Sandór Mahunka 1984.  Rhacaplacarus brevisetus ingår i släktet Rhacaplacarus och familjen Phthiracaridae. Inga underarter finns listade i Catalogue of Life.